# Змийски остров (Украйна)
Остров Змийски (на украински: Острів Зміїний; на румънски: Insula Șerpilor; на руски: Остров Змеиный; на старогръцки: Λευκός, Лефкос – Бял) е остров на Украйна в Черно море, намиращ се в Одеска област, Килийски район.
Намира се близо до Дунавската делта на 12 морски мили от румънския бряг.
Висок е 41 м и се показва като бяла скала от морето. Има диаметър от около 600 м, площ от 17 хектара и брегова дължина от 4 км. Бил е до неотдавна затворен военен обект и няма много сведения за него. След Втората световна война там е построен 23 м висок морски фар. Там има 2 пристанища за големи и средни кораби и украински граничен пункт. За съветския флот там са поставени радарни станции, ракетни площадки и лагери за боеприпаси и горива.
През древността островът е обитаван само от морски птици и змии. Гърците го нарекли Левке (Leuke = бял), понеже отдалече прилича на белия варовик на Добруджа. По време на турското владение гърците нарекли острова Fidonisi (на гръцки: „Змийски остров“).
За острова разказва през 2 век гръцкият историк Флавий Филострат в неговата Heroica.
В гръцката митология островът наричан Остров на щастливите, където измъчените души намират вечното си спокойствие. Най-прочутата душа е на Ахил, който получил там последното си място от Посейдон и царувал след смъртта си.
Гърците му построили храм и паметник. Гръцки моряци спирали на острова и поставяли жертвоприношения като обици и съдове. Находките се намират в музей в Одеса.
До 1948 г. островът принадлежи на Румъния. На 23 май 1948 г. чрез протокол, подписан от румънската външна министърка Ана Паукер, e предоставен на Съветския съюз.
Змийският остров се свързва с хипотеза за митологичния континент Атлантида.

## Галерия
- Разположение
- Остров Змийски в Черно море
- Скали от остров Змийски